# Курсавский сельсовет
Курсавский сельсовет — упразднённое сельское поселение в Андроповском районе Ставропольского края Российской Федерации.
Административный центр — село Курсавка.

## История
Статус и границы сельского поселения установлены Законом Ставропольского края от 4 октября 2004 год № 88-КЗ «О наделении муниципальных образований Ставропольского края статусом городского, сельского поселения, городского округа, муниципального района».
С 16 марта 2020 года, в соответствии с Законом Ставропольского края от 31 января 2020 г. № 2-кз, все муниципальные образования Андроповского муниципального района были преобразованы путём их объединения в единое муниципальное образование Андроповский муниципальный округ.

## Население
| 1989    | 2002    | 2010    | 2011    | 2012    | 2013    | 2014    |
| ------- | ------- | ------- | ------- | ------- | ------- | ------- |
| 10 142  | ↗12 050 | ↗13 111 | ↘13 107 | ↘13 033 | ↘12 960 | ↘12 920 |
| 2015    | 2016    | 2017    | 2018    | 2019    | 2020    |         |
| ↘12 878 | ↗12 900 | ↘12 858 | ↘12 819 | ↘12 581 | ↘12 471 |         |

### Национальный состав
По итогам переписи населения 2010 года проживали следующие национальности (национальности менее 1 %, см. в сноске к строке «Другие»):
| Национальность | Численность | Процент |
| -------------- | ----------- | ------- |
| Русские        | 10 438      | 79,61   |
| Армяне         | 1267        | 9,66    |
| Греки          | 429         | 3,27    |
| Цыгане         | 134         | 1,02    |
| Другие         | 843         | 6,43    |
| Итого          | 13 111      | 100,00  |

## Состав сельского поселения
| № | Населённый пункт | Тип населённого пункта       | Население |
| - | ---------------- | ---------------------------- | --------- |
| 1 | Курсавка         | село, административный центр | ↘11 517   |
| 2 | Суркуль          | село                         | ↗1259     |

## Местное самоуправление
Дума Курсавского сельсовета
Срок полномочий депутатов — 5 лет; дата избрания депутатов — 13 марта 2011 года; количество депутатов — 15 чел.
Председатели Думы
- Масленникова Людмила Алексеевна[19].

Администрация Курсавского сельсовета
Срок полномочий главы администрации сельсовета — 5 лет.
Главы муниципального образования
- 2009—2014 годы — Дегтярёва Татьяна Николаевна[21].
- с 2014 года — Гулый Александр Васильевич[22][23].